# Marcel Spender
Marcel Spender, né le 1er mai 1902 à Roubaix et mort le 7 mai 1999 à Croix, est un architecte français.

## Biographie
Il fut élève de Georges Dehaudt à l'école régionale d’architecture au sein de l'école des beaux-arts de Lille. Il poursuivit sa formation à l'école nationale supérieure des beaux-arts, élève de Paul Bigot. Il fut diplômé le 3 juin 1931.
Il était architecte à Roubaix, actif de 1931 à 1980. Il a été vice-président puis président du syndicat des architectes du Nord de 1961 à 1968.
Il est, avec Pierre Neveux, le principal architecte "moderniste" de Roubaix avant la Seconde guerre mondiale. Il poursuit sa carrière après la guerre avec notamment des commandes publiques prestigieuses à Lille et Roubaix. Il est architecte de la ville de Leers.
Membre de la Commission d'art sacré du diocèse de Lille, il est aussi un défenseur de patrimoine de sa ville natale, actif notamment dans la protection de l'église Notre-Dame.
Il fut également professeur d'architecture industrielle à l'école nationale supérieure des arts et industries textiles à Roubaix de 1950 à 1965, et professeur à l'école des beaux-arts de Tourcoing de1941à1946.

## Principales réalisations connues
- Cité-jardin de Leers (1932)
- immeuble pour M. Noblet, 40 rue du Général Sarrail à Roubaix (1934) - dénaturé
- immeuble pour M. H. Lesur, 23 rue de Lorraine à Roubaix (1935)
- Groupe scolaire Ernest-Renan de Roubaix (1936) avec Jean Selle
- Lycée Maxence-Van-der-Meersch à Roubaix (1954-1958) avec Pierre Bourget, Léon Finet, Omer Lecroart et Pierre Neveux[2]
- Église du Saint-Sépulcre de Roubaix (1960-1962) avec Luc Dupire[3]
- Ensemble de 228 logements HLM du quartier du Carihem à Roubaix (1961)
- Palais de Justice de Lille[4], (1963-1968) avec Jean Willerval et Pierre Rignols
- Piscine Danièle-Lesaffre, rue Dupuy de Lôme à Roubaix (1969)

## Décorations
- Croix du combattant
- Officier de l'ordre du Mérite militaire (France) (1961)
- Chevalier de la Légion d'honneur (1968)[réf. nécessaire]
- Officier de l'ordre national du Mérite[réf. nécessaire]
- Chevalier de l'ordre des Palmes académiques
- Chevalier de l'ordre des Arts et des Lettres (1971)